# Melora Hardin
Melora Diane Hardin Hill (Houston, 29 de junio de 1967) es una actriz estadounidense de televisión. Es conocida por su personaje en la serie de 2003, Monk, donde interpretaba a la difunta  esposa de Adrian Monk (Tony Shalhoub), Trudy Monk, y en la serie de NBC The Office (2005) donde interpretaba a Jan Levinson.

## Vida privada
Nacida en Houston, Texas, Melora Hardin es hija de la directora retirada y actriz Diane Hill y el actor Jerry Hardin, y hermana de la CEO de Flock Shawn Hardin. Se crió en San Francisco, California, después de que su familia se mudara allí cuando tenía 4 años de edad. Se graduó en el Sarah Lawrence College.

## Carrera

### 1970-1990
Hardin comenzó su carrera de actriz como la joven estrella de Thunder, serie de televisión de 1977-1978, y ha aparecido en más de 70 películas y programas de televisión, incluida Little House on the Prairie (como Belinda Stevens en "The Reincarnation of Nellie", partes 1 y 2, así como Michele Pierson en Little House: Look Back to Yesterday película de televisión de 1983).
También interpretó a Bebe en la serie de 1988 Dirty Dancing (basada en la película homónima de 1987, y en 1992 apareció en Quantum Leap (como Abigail en "Trilogy", partes 2 y 3).
Asimismo, coprotagonizó la película Lambada en 1990 como Sandy. Apareció en Absolute Power (1997) como Christy Sullivan en la serie Friends. También fue originalmente la actriz elegida para interpretar en Back to the Future el papel de Jennifer Parker. Hardin fue considerada demasiado alta para protagonizar dicha película junto a Michael J. Fox, al que superaba bastante en estatura.

### 2000-presente
Protagonizó la serie de 2000-2001 Cover Me: Based on the True Life of an FBI Family.
En 2002 participó en la película The Hot Chick como Carol Spencer.
Desde 2004 ha desempeñado el papel recurrente de Trudy Monk, la esposa fallecida de Adrian Monk en la serie Monk. Apareció en la serie NCIS como Erin Toner en el episodio "The Curse".
En 2005 interpretó a Linda Evans en Dynasty: The Making of a Guilty Pleasure, una película para televisión basada en la creación y la actividad entre bastidores detrás la producción de la telenovela Dinastía. Además interpretó a Jan Levinson, la exgerente corporativa de The Office, desde el inicio de la serie en 2005 hasta el 2011.
Apareció en las películas Gracias por fumar y Hannah Montana: la película, como la amiga de Robby Ray (Billy Ray Cyrus), que se estrenó el 10 de abril de 2009.
En el verano de 2008 desempeñó el papel de Fantine en concierto en el Hollywood Bowl de Los Miserables en el verano de 2008. Hardin también apareció en varios episodios de la serie de Internet más popular, Elevator, en YouTube.
Hardin hizo su debut en Broadway como Roxie Hart en Chicago el 29 de diciembre de 2008, permaneciendo en el reparto hasta el 12 de febrero de 2009.
Igualmente importante fue su papel en la serie dramática de la NBC, Outlaw, donde ella y Jimmy Smits interpretaban a una pareja de directivos en un bufete de abogados de élite.
En 2013 interpreta a Isabella Stone, una despiadada asesina en la cuarta temporada de la serie The Blacklist, protagonizada por James Spader y Megan Boone.

### Cantante
Interpretó a una cantante de club nocturno en The Rocketeer de Disney (1991) cantando, entre otros temas, "Begin the Beguine".
También cantó en el film de Disney para televisión Tower of Terror la canción The boy of my dreams al final de la película.
Melora cantó el Himno Nacional de Estados Unidos en el partido de la temporada de hockey de apertura de los Anaheim Ducks el 13 de octubre de 2010, en el partido de la temporada de hockey de apertura de Phoenix Coyotes el 16 de octubre de 2010; y volvió a cantarlo en el circuito de Dover Internacional para la AAA 400 del 2 de octubre de 2011.

## Filmografía

### Cine
| Año  | Film                                                 | Rol                        | Notas                          |
| ---- | ---------------------------------------------------- | -------------------------- | ------------------------------ |
| 1978 | Something Queer is Happening at the Library          | Jill                       | Corto                          |
| 1979 | The North Avenue Irregulars                          | Carmel                     |                                |
| 1985 | Papa Was a Preacher                                  | Janette                    |                                |
| 1986 | Iron Eagle                                           | Katie                      |                                |
| 1986 | Soul Man                                             | Whitney Dunbar             |                                |
| 1989 | Big Man on Campus                                    | Cathy                      |                                |
| 1989 | The Jeweler's Shop                                   | Monica                     |                                |
| 1990 | Lambada                                              | Sandy Thomas               |                                |
| 1991 | The Rocketeer                                        | Cantante en el South Seas  |                                |
| 1993 | Reckless Kelly                                       | Robin Banks                |                                |
| 1994 | The Pornographer                                     | Sasha Leon Hoffner         |                                |
| 1995 | Chameleon                                            | Jill Hallman               |                                |
| 1996 | The Undercover Kid                                   | Clyde                      |                                |
| 1997 | Absolute Power                                       | Christy Sullivan           |                                |
| 1998 | Erasable You                                         | Calamity                   |                                |
| 1999 | Seven Girlfriends                                    | Laura                      |                                |
| 2000 | Certain Guys                                         | Mary Beth                  |                                |
| 2002 | The Hot Chick                                        | Carol                      |                                |
| 2004 | El padrino                                           | Jane                       |                                |
| 2005 | Thank You For Smoking                                | Entrevistadora             |                                |
| 2007 | Drive Thru                                           | Marcia Carpenter           |                                |
| 2007 | The Dukes                                            | Diane                      |                                |
| 2007 | Boxboarders!                                         | Ruth Keene                 |                                |
| 2007 | The Comebacks                                        | Barb Fields                |                                |
| 2007 | The Violin                                           | Gertrude Bloch             | Corto                          |
| 2008 | 27 Dresses                                           | Maureen                    |                                |
| 2009 | 17 Again                                             | Directora Jane Masterson   |                                |
| 2009 | Hannah Montana: The Movie                            | Lorelai                    |                                |
| 2009 | You                                                  | Miranda                    | También directora y productora |
| 2010 | Knucklehead                                          | Mary                       |                                |
| 2011 | I Melt with You                                      | Jane                       |                                |
| 2012 | Zombie Hamlet                                        | Pam                        |                                |
| 2012 | Beauty and the Least: The Misadventures of Ben Banks | Mary Andrews               |                                |
| 2012 | Taking the Edge Off                                  |                            | Corto                          |
| 2014 | An American Girl: Isabelle Dances Into the Spotlight | Nancy Palmer               | Directo a video                |
| 2015 | Self/less                                            | Judy O'Neill               |                                |
| 2017 | Anything                                             | Rita                       |                                |
| 2017 | Golden Vanity                                        | Mabel Montgomery-Mayflower |                                |
| 2018 | Cruel Hearts                                         | Grace                      |                                |
| 2021 | Caged                                                | Oficial Sacks              |                                |
| 2023 | Clock                                                | Dra. Elizabeth Simmons     |                                |
| 2023 | Mr. Monk's Last Case: A Monk Movie                   | Trudy                      |                                |

### Televisión
| Año       | Título                                       | Rol                          | Notas |
| --------- | -------------------------------------------- | ---------------------------- | --- |
| 1976      | Police Story                                 | Sheila                       | Episodios: "The Jar: Parts 1 & 2"                                                                            |
| 1977      | Thunder                                      | Cindy Prescott               | Rol protagónico (12 episodios)                                                                               |
| 1977      | The Cliffwood Avenue Kids                    | Melora                       | |
| 1978      | The Love Boat                                | Courtney Chenault            | 1 episodio                                                                                                   |
| 1979      | Quincy, M.E.                                 | Amanda                       | Episodio: "Never a Child"                                                                                    |
| 1980      | Diff'rent Strokes                            | Emily Morehouse              | Episodio: "Skin Deep or True Blue"                                                                           |
| 1980      | ABC Afterschool Special                      | Amy Warner                   | Episodio: "What Are Friends For?"                                                                            |
| 1980      | Haywire                                      | Brooke Hayward a los 11 años | Film para TV                                                                                                 |
| 1980–1981 | Secrets of Midland Heights                   | Micki Carroll                | Rol recurrente (10 episodios)                                                                                |
| 1981      | Little House on the Prairie                  | Belinda Stevens              | Episodios: "The Reincarnation of Nellie: Parts 1 & 2"                                                        |
| 1982      | Quincy, M.E.                                 | Abigail "Abby" Garvin        | Episodio: "Next Stop, Nowhere"                                                                               |
| 1983      | The Family Tree                              | Tess Benjamin                | |
| 1983      | Little House: Look Back to Yesterday         | Michele Pierson              | Film para TV                                                                                                 |
| 1983      | Magnum, P.I.                                 | Nancy Perkins Gillis         | Episodio: "Luther Gillis: File #521"                                                                         |
| 1984      | Mama Malone                                  | Kathleen                     | Episodio: "The Education of Frankie"                                                                         |
| 1985      | The Best Times                               | Joy Villafranco              | Recurrente (6 episodios)                                                                                     |
| 1986      | Hotel                                        | Beth                         | Episodio: "Heroes"                                                                                           |
| 1988–1989 | Dirty Dancing                                | Frances "Baby" Kellerman     | Protagónico (11 episodios)                                                                                   |
| 1989      | Tour of Duty                                 | Christine Pierson            | Episodios: "Sins of the Father", "Sealed with a Kiss"                                                        |
| 1990      | Shangri-La Plaza                             | Amy                          | Film para TV                                                                                                 |
| 1991      | Equal Justice                                | Doris Walsh                  | Episodio: "Who Speaks for the Children?"                                                                     |
| 1992      | Miles from Nowhere                           | Teresa                       | Film para TV                                                                                                 |
| 1992      | Mann & Machine                               | Louise Trotsky               | Episodio: "Torch Song"                                                                                       |
| 1992      | Quantum Leap                                 | Abigail Fuller               | Episodios: "For Your Love", "The Last Door"                                                                  |
| 1993      | Moon Over Miami                              | Emily Booker                 | Episodio: "My Old Flame"                                                                                     |
| 1994      | Murder, She Wrote                            | Cindy Warrick                | Episodio: "Roadkill"                                                                                         |
| 1994      | Golden Gate                                  | Susan Carlino                | Film para TV                                                                                                 |
| 1994      | Renegade                                     | Laura McMillan               | Episodio: "Carrick O'Quinn"                                                                                  |
| 1994      | Matlock                                      | Lisa Swift                   | Episodio: "The Scandal"                                                                                      |
| 1994      | Lois & Clark: The New Adventures of Superman | Molly Flynn                  | Episodio: "Operation Blackout"                                                                               |
| 1995      | Friends                                      | Celia                        | Episodio: "The One with the Stoned Guy"                                                                      |
| 1995      | Touched by an Angel                          | Lizbeth                      | Episodio: "The Big Bang"                                                                                     |
| 1995      | Diagnosis: Murder                            | Savannah Bellows             | Episodio: "The New Healers"                                                                                  |
| 1996      | Renegade                                     | Kelly Anderson               | Episodio: "Paradise Lost"                                                                                    |
| 1996      | Caroline in the City                         | Beth                         | Episodio: "Caroline and the Bridesmaids"                                                                     |
| 1997      | Things That Go Bump                          | Chloe Garrett                | Film para TV                                                                                                 |
| 1997      | Orleans                                      | Gina Vitelli                 | Episodio: "Luther's Temptation", "When the Saints Go Marching In"                                            |
| 1997      | Tower of Terror                              | Claire Poulet                | Film para TV                                                                                                 |
| 1997–1998 | The Tom Show                                 | Lorraine                     | Episodios: "Tom's First Date", "The Centerfold"                                                              |
| 1998      | Timecop                                      | Edith Thomas                 | Episodio: "Lost Voyage"                                                                                      |
| 1998      | The Pretender                                | Wendy Dawson                 | Episodio: "Homefront"                                                                                        |
| 1999      | Payne                                        | Danielle Harris              | Episodio: "Gossip Checks In and a Cat Checks Out"                                                            |
| 1999      | Diagnosis: Murder                            | Melanie Cooper               | Episodio: "Trash TV: Part 1"                                                                                 |
| 2000–2001 | Cover Me                                     | Barbara Arno                 | Protagónico (24 episodios)                                                                                   |
| 2001      | Once and Again                               | Samantha Aldrich             | Episodio: "Moving On"                                                                                        |
| 2002      | Family Guy                                   | Patsy Ramsey (voz)           | Episodio: "Brian Wallows and Peter's Swallows"                                                               |
| 2002      | Judging Amy                                  | Rosalie Leavitt              | Episodio: "Roses and Truth"                                                                                  |
| 2003      | The Division                                 | Cheryl Lynn Brinkmeyer       | Episodio: "Rush to Judgment"                                                                                 |
| 2003      | NCIS                                         | Erin Toner                   | Episodio: "The Curse"                                                                                        |
| 2004      | The Hollywood Mom's Mystery                  | Summer Rossner               | Film para TV                                                                                                 |
| 2004      | Boston Legal                                 | Sharon Brant                 | Episodio: "Head Cases"                                                                                       |
| 2005      | CSI: Crime Scene Investigation               | Sports Book Manager          | Episodio: "Big Middle"                                                                                       |
| 2004–2009 | Monk                                         | Trudy Monk                   | Recurrente (10 episodios)                                                                                    |
| 2005      | Dynasty: The Making of a Guilty Pleasure     | Linda Evans                  | Film para TV                                                                                                 |
| 2005–2013 | The Office                                   | Jan Levinson                 | Recurrente; 46 episodios                                                                                     |
| 2006      | Without a Trace                              | Pamela Seaver                | Episodio: "Rage"                                                                                             |
| 2006      | Gilmore Girls                                | Carolyn Bates                | Episodio: "Partings"                                                                                         |
| 2006      | The Office: The Accountants                  | Jan Levinson-Gould           | Episodio: "The Books Don't Balance"                                                                          |
| 2008      | Mom, Dad and Her                             | Emma                         | Film para TV                                                                                                 |
| 2008      | Yo Gabba Gabba!                              | Ella misma                   | Episodio: "Birthday"                                                                                         |
| 2010      | Outlaw                                       | Claire Sax                   | Recurrente (4 episodios)                                                                                     |
| 2011      | CSI: Miami                                   | Wendy Colton                 | Episodio: "G.O."                                                                                             |
| 2012–2013 | Wedding Band                                 | Roxie Rutherford             | Protagónico (10 episodios)                                                                                   |
| 2013      | Scandal                                      | Shelley Meyers               | Episodio: "Say Hello to My Little Friend"                                                                    |
| 2014      | Killer Women                                 | Nan Reed                     | Episodio: "Some Men Need Killing"                                                                            |
| 2014      | Do It Yourself                               | Kaye                         | Film para TV                                                                                                 |
| 2014–2019 | Transparent                                  | Tammy Cashman                | Recurrente (14 episodios) Nominada—Primetime Emmy Award por Mejor Actriz Invitada en Serie de Comedia (2016) |
| 2015      | Falling Skies                                | Capitana Katie Marshall      | Episodios: "Everybody Has Their Reasons", "Stalag 14th Virginia"                                             |
| 2016      | The Death of Eva Sofia Valdez                | Courtney Monroe              | Film para TV                                                                                                 |
| 2017      | The Blacklist                                | Isabella Stone               | 2 episodios                                                                                                  |
| 2017      | When We Rise                                 | Carole Midgen                | Episodio: "Night III: Parts IV and V"                                                                        |
| 2017–2021 | The Bold Type                                | Jacqueline Carlyle           | Protagónico                                                                                                  |
| 2019,2022 | A Million Little Things                      | Patricia Bloom               | 5 episodios                                                                                                  |
| 2020      | Celebrity Family Feud                        | Ella misma                   | Episodio: "The Bold Type vs. RuPaul's Drag Race"                                                             |
| 2021      | Dancing with the Stars                       | Ella misma                   | Participante, Temporada 30                                                                                   |
| 2022      | Love, Classified                             | Emelia                       | Película de Hallmark                                                                                         |
| 2023      | Mr. Monk's Last Case: A Monk Movie           | Trudy Monk                   | Film para TV                                                                                                 |

| Año  | Título        | Notas                |
| ---- | ------------- | -------------------- |
| 2009 | You           |                      |
| 2020 | The Bold Type | Episodio: "Snow Day" |
| 2022 | The Bold Type | Episodio: "Snow Day" |